# HD 219659
HD 219659，又名BD-12 6461，SAO 165609、HR 8856，是一颗恒星，视星等为6.34，位于銀經63.38，銀緯-63.14，其B1900.0坐标为赤經23h 12m 26.8s，赤緯-12° -63.14′ 33″。